# Makhdumpur
Makhdumpur is een notified area in het district Jehanabad van de Indiase staat Bihar. 

## Demografie
Volgens de Indiase volkstelling van 2001 wonen er 30.170 mensen in Makhdumpur, waarvan 52% mannelijk en 48% vrouwelijk is. De plaats heeft een alfabetiseringsgraad van 45%. 